# Pinarolo Po
Pinarolo Po là một đô thị ở tỉnh Pavia trong vùng Lombardia của Ý, có cự ly khoảng 45 km về phía nam của Milan và khoảng 14 km về phía đông nam của Pavia. Tại thời điểm ngày 31 tháng 12 năm 2004, đô thị này có dân số 1.574 người và diện tích là 11,2 km².
Pinarolo Po giáp các đô thị sau: Barbianello, Bressana Bottarone, Casanova Lonati, Robecco Pavese, Santa Giuletta, Verrua Po.